# Anthaxia teloukatiae
Anthaxia teloukatiae es una especie de escarabajo del género Anthaxia, familia Buprestidae. Fue descrita científicamente por Descarpentries & Bruneau de Miré en 1963.

## Distribución
Habita en el Neártico, Neotrópico, región indomalaya, Paleártico y región afrotropical.